# James Leonard Brierley Smith
James Leonard Brierley Smith (Graaff-Reinet, 26 oktober 1897 - 7 januari 1968) was een Zuid-Afrikaans ichtyoloog die in 1938 als eerste een recente coelacant identificeerde.
Smith rondde zijn master chemie af aan de Universiteit Stellenbosch en zijn Doctor of Philosophy aan de Universiteit van Cambridge. Bij terugkeer in Zuid-Afrika doceerde hij aan de Rhodes-universiteit in Grahamstad (Oost-Kaap).
Zijn interesse in ichtyologie ontstond tijdens een strandvakantie waar hij zich ontspande in verband met zijn slechte gezondheid.
Het bericht dat er een coelacant (de wetenschappelijke wereld hield het dier voor uitgestorven) was gevonden door Marjorie Courtenay-Latimer bereikte Smith in 1938. In februari 1939 onderzocht Smith de vis, waarna hij deze identificeerde. De vis kreeg nu een gedeelte van de naam van haar vinder, Latimeria.
Smith werkte samen met zijn vrouw aan het boek Sea Fishes of South Africa (1949), waarna nog verschillende titels verschenen tot 1968.
In 1968 pleegde Smith na een lange periode van ziekte zelfmoord door middel van cyanidevergiftiging. Zijn vrouw richtte later het instituut voor ichthyologie op in Grahamstad.